# Architektura klasyczna

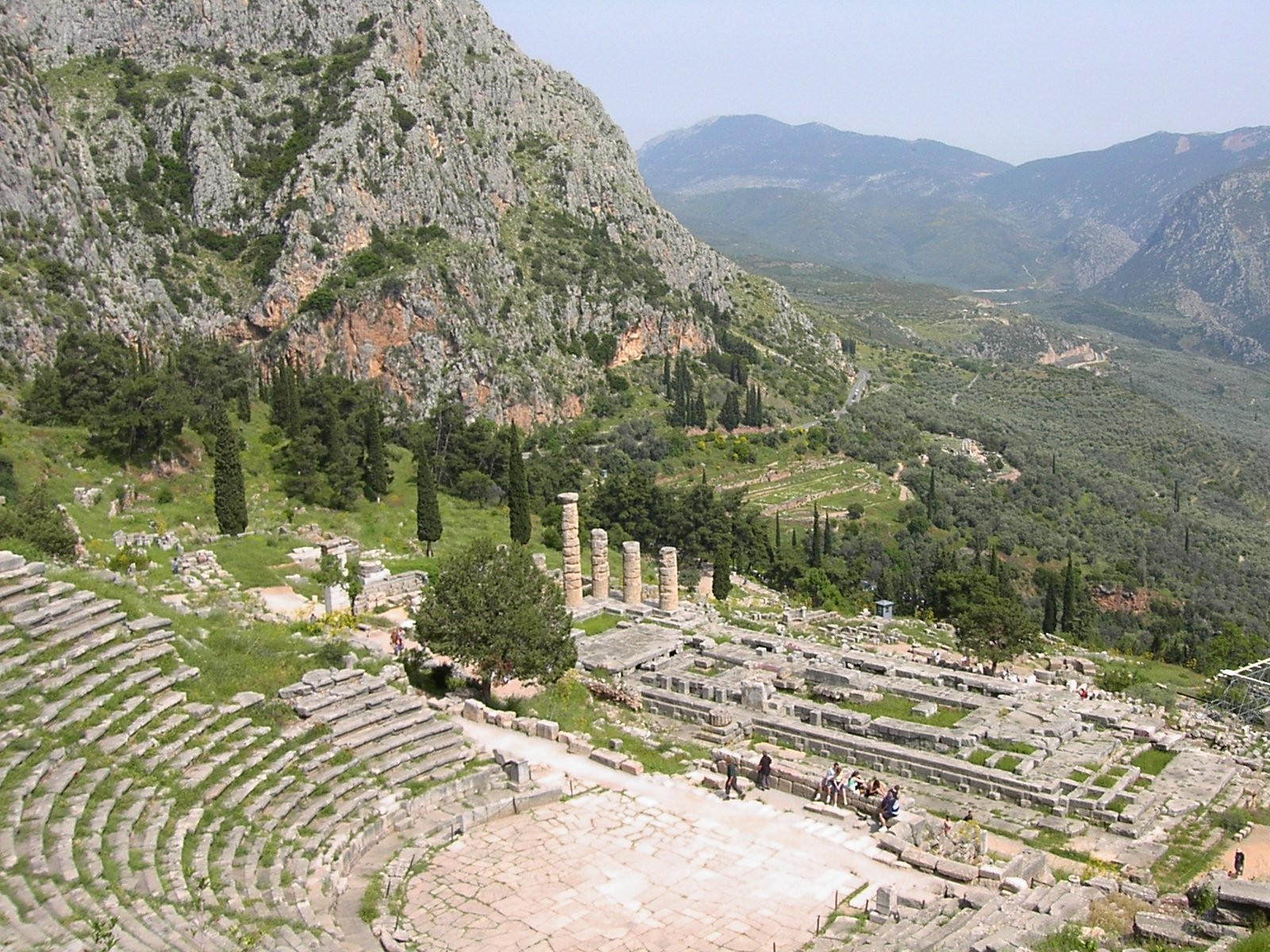
Ruiny teatru i świątyni Apolla w Delfach

Architektura klasyczna – style architektoniczne starożytnej Grecji i
starożytnego Rzymu. Rozwijała się w okresie od VI wieku p.n.e. do co najmniej II wieku n.e. (włącznie). Charakteryzowała się szerokim zastosowaniem symetrii i kolumn.
Podstawowe porządki architektury klasycznej
- dorycki
- joński
- koryncki
- toskański
- kompozytowy

W okresie Odrodzenia architektura klasyczna została opisana
w licznych rozprawach i stanowiła wzór dla wielu innych stylów architektonicznych aż do XX wieku.